# A Small Boy and a Grey Heaven
A Small Boy and a Grey Heaven är det tyska metalcore-bandet Calibans debutalbum, utgivet i december 1999 på Lifeforce Records och i Japan i maj 2001 på Howling Bull.
Det var Calibans enda album med gitarristen Claus Wilgenbusch som lämnade bandet under 1999.

## Låtlista
1. "Intro" (instrumental) – 1:19
2. "Arena of Concealment" – 2:49
3. "In My Heart" – 2:30
4. "Destruction" – 4:27
5. "A Small Boy and a Grey Heaven" – 4:14
6. "Skit I" (instrumental) – 0:39
7. "A Faint Moment of Fortune" – 4:04
8. "Skit II" (instrumental) – 1:07
9. "Supervision Until Death" – 4:01
10. "Always Following Life" – 3:22
11. "Pollution" – 3:29
12. "Sylca" (instrumental) – 1:21
13. "Intolerance (Ignorance II)" – 3:45
14. "De Rebus Que Gerunter" – 3:53
15. "Outro" – 0:40

Bonusspår på japanska utgåvan
1. "Boredo(o)m"

## Medverkande
Musiker
- Andreas Dörner – sång
- Marc Görtz – gitarr
- Claus Wilgenbusch – gitarr
- Engin Güres – basgitarr
- Robert Krämer – trummor

Produktion
- Jens Schilling – producent
- Andy Luedecke – layout
- Stefan Lüdicke – layout